# Club de Deportes Santiago
El Club de Deportes Santiago fue un club deportivo chileno con sede en el barrio de Recoleta, en la ciudad de Santiago. Fue fundado el 16 de octubre de 1903 como «Santiago Football Club», y participaba en la Primera División de Chile hasta su desaparición, el 17 de abril de 1936, al haberse fusionado con Morning Star para fundar el Club de Deportes Santiago Morning.
Los colores que identificaban al club eran el blanco y el negro. En tanto, su escudo reproducía una letra «S» negra sobre fondo blanco.
El club contó con 1 título de Copa Chile de la Asociación de Football de Santiago y 1 título de la Liga Central de Football de Santiago, ambos de carácter amateur, y 1 título profesional del Campeonato de Apertura de Chile.

## Historia

### Antecedentes
En 1901, un grupo de alumnos del Liceo Santiago y del Instituto Superior de Comercio, casi todos del barrio de Recoleta, fundaron el «Instituto Comercial Football Club». Entre sus fundadores destacaban Juan A. Maluenda, Enrique Beytía, Pedro Brieba, Leopoldo Falconi, Juan Steinfort, Eduardo Guevara, Luis Rosende, Héctor Herreros, Jorge Tagle, los hermanos Hugo, Retamales, Palacios, Yentzen, Valdivia, entre otros.
El nombre del club, sin embargo, no correspondía a la calidad de los socios, puesto que pertenecían a dos o más colegios educacionales. En esta situación, y habiendo aprovechado la visita de marinos brasileros en 1902, en sesión solemne, se dispuso renombrar al Instituto Comercial Football Club como «Brasil Football Club». El cambio de nombre dio origen a un pícnic efectuado en el Parque Cousiño, al cual asistieron algunos oficiales de la Armada de Brasil.

### Fundación
El 16 de agosto de 1903, bajo la presidencia de Abel Guevara, se reunieron los jóvenes recoletanos Arturo Hugo, Eduardo Guevara, Feliz Alegría, Carlos Hugo, Aurelio Rubio, Luis Retamales, Carlos Yentzen, Inocencio Palacios, Héctor Gana, Alberto Ahumada, Guillermo Ahumada, Carlos Guzmán y Carlos Ovalle, y acordaron llamar «Santiago Football Club» al Brasil Football Club, del cual todos eran socios, y que se encontraba inscrito como fundador de la Asociación Santiago, desde marzo de 1902. El Mercurio del domingo siguiente al 16 de octubre, señaló: «Hoy se jugará, en San Bernardo, a las 9 A. M., un match entre el "Libertad F. C.", para despedir al "Brasil"; y otro a las 3 P. M., con el "O'Higgins F. C.", para celebrar la fundación del "Santiago F. C."». No obstante, en 1927, el propio Abel Guevara postuló que la continuidad del club no inició en 1903, sino que a partir de 1901, dado que conservó a sus socios y sólo cambió sus nombres: Instituto Comercial en 1901, Brasil en 1902 y Santiago desde 1903 en adelante.
El primer partido que jugó el Santiago Football Club fue ante el Club de Los Profesores, el 19 de octubre de 1903, en los terrenos del Parque Cousiño, actual Parque O'Higgins.
Fue el primer club santiaguino en ir a jugar partidos entreciudades en San Bernardo, San Fernando, Rancagua, Curicó, Talca y otras ciudades, contribuyendo al deporte y la difusión del fútbol en esas urbes.

### Campañas

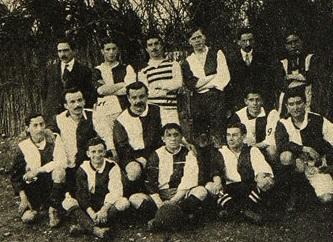
Equipo del Santiago F. C. en 1913.

En 1904, el club figuró en la Segunda División de la Asociación de Football de Santiago.
En 1907, con motivo de la celebración de su cuarto aniversario, el Santiago Football Club invitó a equipos de siete ciudades (Santiago, Valparaíso, Concepción, Talca, Melipilla, Curicó y Rancagua) a un campeonato de quintetos o five a side, cuyo título fue adjudicado por la ciudad de Concepción, representada por su campeón, el Concepción English Football Club.
El 18 de mayo de 1908, Santiago F. C. presentó su retiro de la Asociación de Football de Santiago, debido a desacuerdos con esta entidad, la que, en sesión del día siguiente, determinó su expulsión. Sin embargo, el club perjudicado produjo el primer cisma en el fútbol chileno, ya que fundó una nueva organización: la Asociación Nacional de Football, cuya fecha oficial de nacimiento fue el 6 de junio de 1908, y que se caracterizó por su corte chileno y nacionalista.
En 1917 el club fue uno de los fundadores de la Primera División de la Liga Metropolitana.

### Fusión con el Santiago Atlético
El 27 de agosto de 1926, el club se fusionó con «Santiago Atlético», fundado el 15 de noviembre de 1910, y pasó a llamarse «Club de Deportes Santiago». El acta de fusión señalaba:

«En Santiago de Chile, a 27 de agosto de 1926, se reunieron los señores José López, Alfonso Pau, Marcelo Uranga y Rafael Gil; y los señores Raúl García, Fernando Delbés, Juan A. Maluenda y Francisco Barbier, debidamente autorizados por el “Santiago Atlético” y “Santiago F. C.”, respectivamente, y acordaron fusionarse en una sola Institución Deportiva, que llevará por nombre el de Club de Deportes “Santiago”».

En 1928, el Club de Deportes Santiago hizo una gira a Perú, en la cual se adjudicó dos trofeos en disputa. Además, en ese año se proclamó campeón de la Serie C de la Liga Central de Football de Santiago, luego de haber superado a equipos como Loma Blanca, Escuela Normal y Unión Cordillera.
El 8 de abril de 1933, el club obtuvo la personalidad jurídica.
En 1934, Santiago se incorporó a la categoría profesional, creada un año antes, en cuyo Campeonato de Apertura se tituló campeón, tras haber derrotado a Ferroviarios y a Colo-Colo. El equipo vencedor estuvo compuesto por: Morales; Ruiz, Carrizo; Dubó, Marín, Riquelme; Moreno, Gálvez, Hidalgo, Ortiz y Molina. En tanto, en el torneo oficial alcanzó el sexto lugar, entre doce equipos, con 12 puntos, fruto de seis triunfos y cinco derrotas. Al año siguiente, en 1935, el torneo se redujo a seis participantes, ocupando Santiago el último puesto, con apenas 4 puntos gracias a cuatro empates.
En los años que jugó en el profesionalismo, el mejor resultado obtenido por el Club de Deportes Santiago fue una victoria contra Green Cross por 8-0, en 1934, mientras que su peor derrota fue a manos de Audax Italiano por 7-2, en 1935.

### Fusión con el Morning Star
Finalmente, el 17 de abril de 1936, el club se fusionó con el Morning Star Sport Club, y juntos dieron origen al Club de Deportes Santiago Morning, que mantuvo como fecha de fundación la más antigua de los dos clubes, la cual correspondía a Santiago (16 de octubre de 1903).
Cabe señalar que en el campeonato profesional de 1934, ambos equipos fundadores se habían enfrentado, con victoria para Santiago por 4-3.

## Presidentes
A 1926, año de la fusión con Santiago Atlético, el presidente de Santiago Football Club era Raúl García. Algunos de sus antecesores fueron Arturo Hugo, Aníbal Aracena Infanta, Ignacio Marchant Scot, Carlos Morales, Alfredo Díaz, entre otros.
En 1928 el presidente fue Juan A. Maluenda; el presidente honorario, Alfredo Díaz; y uno de sus directores, Armando Valderrama.
Al 20 de julio de 1935, el directorio del Club de Deportes Santiago estaba compuesto por:
- Presidente: Alberto Barrera.
- Vicepresidente: Hernán Herrera.
- Secretario: Juan Ríos.
- Tesorero : Alberto Raglianti.
- Directores: José Fuenzalida y Salvador Deik.

## Escudo
El escudo o insignia de Santiago consistía en una «S» negra sobre un círculo blanco con borde negro. Una insignia usada en la indumentaria del equipo de 1928 consistía en una «S» negra sobre un rectángulo con borde negro, cuyo interior tenía tres franjas diagonales de colores azul, blanco y rojo.

## Uniforme

### Uniforme titular
El primer uniforme era camiseta de mitades blanca y negra. Luego cambió a camiseta blanca, pantalón negro y medias negras.
| 1913 | 1923-24 |

### Uniforme alternativo
En el año 1926, de acuerdo a la revista Los Sports, por necesidad, el equipo usó una indumentaria de color rojo en un partido frente a Colo-Colo.
En la final del Campeonato de Apertura de Chile 1934, de acuerdo a la fotografía a color publicada en la portada de la edición N.º 58 de la revista Don Severo, el conjunto recoletano jugó con camiseta blanca con franja y detalles rojos, pantalón rojo oscuro y medias negras con una franja roja.
| 1926 | 1934 |

## Estadio
La primera cancha del Santiago estuvo ubicada en la calle Unión, en el barrio de Recoleta, la cual reactivó el barrio y motivó la fundación de varios clubes en la zona. Tiempo después se trasladó a la cancha ubicada en Avenida Independencia 1257.

## Datos del club
- Temporadas en Primera División: 2 (1934-1935).
- Mayor goleada conseguida: 8-0 a Green Cross en 1934.
- Mayor goleada recibida: 7-2 de Audax Italiano en 1935.
- Mejor puesto en la liga: 6.º (1934).
- Peor puesto en la liga: 6.º (1935).

## Jugadores
De acuerdo al último registro de la plana mayor con la que contaba el club, ésta la compusieron dieciocho jugadores; entre ellos, el uruguayo Donald Ross y el argentino Barbatto.

## Otras secciones y filiales
El Santiago Football Club formó su sección infantil en 1920. Muchos jugadores del equipo adulto de la institución, que se desempeñaron en la década de 1920, pertenecieron a las filas de base: Eduardo Vargas, Pedro Pizarro, Ernesto Fuenzalida, Guillermo Courbis, Alfredo Miqueles y Gregorio Sotelo.
Hacia 1929, el cuarto equipo del Club de Deportes Santiago era el cuadro de honor del ex Michimalonco Juvenil.

## Palmarés
El Club de Deportes Santiago fue poseedor de más de treinta trofeos, sobresaliendo entre ellos la Copa Argentina-Chile, que se disputaba en la
antigua Asociación de Football de Santiago, en el Campeonato de Apertura; obtenida después de haberse clasificado ganador en tres campeonatos.

### Títulos locales
- Copa Chile de la Asociación de Football de Santiago (1): 1926.
- Primera División de la Liga Central de Football de Santiago (1): Serie C 1928.
- Subcampeón de la Copa Chile de la Asociación de Football de Santiago (3): 1920, 1921, 1924.

### Títulos nacionales
- Campeonato de Apertura de Chile (1): 1934.

### Títulos de reserva
- Segunda División de Honor de la Sección Profesional de la Asociación de Football de Santiago (1): 1934.[nota 1]
- Subcampeón de la Tercera División de Honor de la Sección Profesional de la Asociación de Football de Santiago (1): 1934.